# SG di Turín
Società Ginnastica di Torino (česky: SG di Turín) byl italský fotbalový klub, sídlící ve městě Turín. Gymnastický klub byl založen v 17. března roku 1844, ale fotbalovou sekci založili v roce 1897. Hned po založení se zúčastnili první fotbalové soutěže v Itálii nazvanou Italské fotbalové mistrovství. Klub existoval do roku 1906. Jediným úspěchem pro klub bylo finále v turnaji Torneo FGNI v roce 1898.